# Bob-Weltcup 2016/17
Der Bob-Weltcup 2016/17 begann am 2. Dezember 2016 in Whistler und endete am 19. März 2016 in Pyeongchang. Der Weltcup umfasste acht Stationen in Nordamerika, Europa und Asien und wurde parallel zum Skeleton-Weltcup 2016/17 ausgetragen. Veranstaltet wurde die Rennserie von der International Bobsleigh & Skeleton Federation (IBSF). Die Höhepunkte der Saison waren die Europameisterschaften vom 13. bis 15. Januar 2016 in Winterberg, die parallel zum Weltcup ausgetragen werden, und die Weltmeisterschaften, die vom 13. bis 26. Februar 2017 am Königssee stattfanden, aber nicht zum Weltcup gehörten.
Als Unterbau zum Weltcup fungierten der Europacup und der Nordamerikacup. Die Ergebnisse aller Rennserien flossen in das IBSF Bob-Ranking 2016/17 ein.

## Weltcupkalender
| #  | Datum                 | Land               | Ort            | Wettkampfstätte                      | 2er F | 2er M | 4er |
| -- | --------------------- | ------------------ | -------------- | ------------------------------------ | ----- | ----- | --- |
| 1  | 2.–3. Dezember 2016   | Kanada             | Whistler       | Whistler Sliding Centre              | ●     | ●     | ●   |
| 2  | 16.–17. Dezember 2016 | Vereinigte Staaten | Lake Placid    | Olympia-Bobbahn Mount Van Hoevenberg | ●     | ●     | ●   |
| 3  | 6.–8. Januar 2017     | Deutschland        | Altenberg      | Rennschlitten- und Bobbahn Altenberg | ●     | ●     | ●   |
| 4  | 14.–15. Januar 2017   | Deutschland        | Winterberg 1   | Veltins-Eisarena                     | ●     | ●     | ●   |
| 5  | 21.–22. Januar 2017   | Schweiz            | St. Moritz     | Olympia Bob Run St. Moritz–Celerina  | ●     | ●     | ●   |
| 6  | 27.–29. Januar 2017   | Deutschland        | Königssee      | Kunsteisbahn Königssee               | ●     | ●     | ●   |
| 7  | 4.–5. Februar 2017    | Österreich         | Innsbruck-Igls | Olympia Eiskanal Innsbruck-Igls      | ●     | ●     | ●   |
| WM | 13.–26. Februar 2017  | Deutschland        | Königssee      | Kunsteisbahn Königssee               | ●     | ●     | ●   |
| 8  | 18.–19. März 2017     | Südkorea           | Pyeongchang    | Olympic Sliding Centre               | ●     | ●     | ●   |

## Einzelergebnisse der Weltcupsaison 2016/17
| 1. Weltcup in Whistler, 2.–3. Dezember 2016 | 1. Weltcup in Whistler, 2.–3. Dezember 2016                         | 1. Weltcup in Whistler, 2.–3. Dezember 2016                                     | 1. Weltcup in Whistler, 2.–3. Dezember 2016                           | 1. Weltcup in Whistler, 2.–3. Dezember 2016 |
| ------------------------------------------- | ------------------------------------------------------------------- | ------------------------------------------------------------------------------- | --------------------------------------------------------------------- | ------------------------------------------- |
| Disziplin                                   | Erster Platz                                                        | Zweiter Platz                                                                   | Dritter Platz                                                         |                                             |
| Zweierbob Frauen                            | Kaillie Humphries Cynthia Appiah                                    | Christina Hengster Sanne Dekker                                                 | Jamie Greubel Poser Lauren Gibbs                                      |                                             |
| Zweierbob Männer                            | Francesco Friedrich Thorsten Margis                                 | Rico Peter Thomas Amrhein                                                       | Won Yun-jong Seo Young-woo                                            |                                             |
| Viererbob                                   | Schweiz 1Rico Peter Bror van der Zijde Simon Friedli Thomas Amrhein | DeutschlandJohannes Lochner Matthias Kagerhuber Sebastian Mrowka Christian Rasp | Vereinigte StaatenSteven Holcomb Carlo Valdes James Reed Sam Michener |                                             |

| 2. Weltcup in Lake Placid, 16.–17. Dezember 2016 | 2. Weltcup in Lake Placid, 16.–17. Dezember 2016                  | 2. Weltcup in Lake Placid, 16.–17. Dezember 2016                         | 2. Weltcup in Lake Placid, 16.–17. Dezember 2016             | 2. Weltcup in Lake Placid, 16.–17. Dezember 2016 |
| ------------------------------------------------ | ----------------------------------------------------------------- | ------------------------------------------------------------------------ | ------------------------------------------------------------ | ------------------------------------------------ |
| Disziplin                                        | Erster Platz                                                      | Zweiter Platz                                                            | Dritter Platz                                                |                                                  |
| Zweierbob Frauen                                 | Jamie Greubel Poser Aja Evans                                     | Elana Meyers Taylor Lolo Jones                                           | Kaillie Humphries Cynthia Appiah                             |                                                  |
| Zweierbob Männer                                 | Steven Holcomb Samuel McGuffie                                    | Justin Kripps Jesse Lumsden                                              | Chris Spring Lascelles Brown                                 |                                                  |
| Viererbob                                        | SchweizRico Peter Bror van der Zijde Simon Friedli Thomas Amrhein | Vereinigte StaatenSteven Holcomb Carlo Valdes James Reed Samuel McGuffie | KanadaChris Spring Cam Stones Lascelles Brown Samuel Giguere |                                                  |

| 3. Weltcup in Altenberg, 6.–8. Januar 2017 | 3. Weltcup in Altenberg, 6.–8. Januar 2017                               | 3. Weltcup in Altenberg, 6.–8. Januar 2017                                    | 3. Weltcup in Altenberg, 6.–8. Januar 2017                              | 3. Weltcup in Altenberg, 6.–8. Januar 2017 |
| ------------------------------------------ | ------------------------------------------------------------------------ | ----------------------------------------------------------------------------- | ----------------------------------------------------------------------- | ------------------------------------------ |
| Disziplin                                  | Erster Platz                                                             | Zweiter Platz                                                                 | Dritter Platz                                                           |                                            |
| Zweierbob Frauen                           | Kaillie Humphries Melissa Lotholz                                        | Elana Meyers Taylor Kehri Jones                                               | Christina Hengster Sanne Dekker                                         |                                            |
| Zweierbob Männer                           | Francesco Friedrich Martin Grothkopp                                     | Oskars Ķibermanis 2 Matīss Miknis                                             | Benjamin Maier Markus Sammer                                            |                                            |
| Viererbob                                  | DeutschlandJohannes Lochner Sebastian Mrowka Joshua Bluhm Christian Rasp | Deutschland 2Francesco Friedrich Candy Bauer Martin Grothkopp Thorsten Margis | ÖsterreichBenjamin Maier Stefan Laussegger Markus Sammer Dănuț Moldovan |                                            |

| 4. Weltcup und Europameisterschaft in Winterberg, 14.–15. Januar 2017 | 4. Weltcup und Europameisterschaft in Winterberg, 14.–15. Januar 2017    | 4. Weltcup und Europameisterschaft in Winterberg, 14.–15. Januar 2017 | 4. Weltcup und Europameisterschaft in Winterberg, 14.–15. Januar 2017   | 4. Weltcup und Europameisterschaft in Winterberg, 14.–15. Januar 2017 |
| --------------------------------------------------------------------- | ------------------------------------------------------------------------ | --------------------------------------------------------------------- | ----------------------------------------------------------------------- | --------------------------------------------------------------------- |
| Disziplin                                                             | Erster Platz                                                             | Zweiter Platz                                                         | Dritter Platz                                                           |                                                                       |
| Zweierbob Frauen                                                      | Elana Meyers Taylor Kehri Jones                                          | Mariama Jamanka Annika Drazek                                         | Jamie Greubel Poser Aja Evans                                           |                                                                       |
| Zweierbob Männer                                                      | Francesco Friedrich Thorsten Margis                                      | Johannes Lochner Joshua Bluhm                                         | Oskars Ķibermanis Matīss Miknis                                         |                                                                       |
| Viererbob                                                             | DeutschlandJohannes Lochner Sebastian Mrowka Joshua Bluhm Christian Rasp | DeutschlandNico Walther Kevin Kuske Kevin Korona Eric Franke          | ÖsterreichBenjamin Maier Stefan Laussegger Markus Sammer Dănuț Moldovan |                                                                       |

| 5. Weltcup in St. Moritz, 21.–22. Januar 2017 | 5. Weltcup in St. Moritz, 21.–22. Januar 2017                       | 5. Weltcup in St. Moritz, 21.–22. Januar 2017                            | 5. Weltcup in St. Moritz, 21.–22. Januar 2017                               | 5. Weltcup in St. Moritz, 21.–22. Januar 2017 |
| --------------------------------------------- | ------------------------------------------------------------------- | ------------------------------------------------------------------------ | --------------------------------------------------------------------------- | --------------------------------------------- |
| Disziplin                                     | Erster Platz                                                        | Zweiter Platz                                                            | Dritter Platz                                                               |                                               |
| Zweierbob Frauen                              | Elana Meyers Taylor Briauna Jones                                   | Kaillie Humphries Melissa Lotholz                                        | Jamie Greubel Poser Lauren Gibbs                                            |                                               |
| Zweierbob Männer                              | Johannes Lochner Christian Rasp                                     | Francesco Friedrich Martin Grothkopp                                     | Steven Holcomb Carlo Valdes                                                 |                                               |
| Viererbob                                     | LettlandOskars Ķibermanis Jānis Jansons Matīss Miknis Raivis Zīrups | LettlandOskars Melbārdis Daumants Dreiškens Arvis Vilkaste Jānis Strenga | DeutschlandFrancesco Friedrich Candy Bauer Martin Grothkopp Thorsten Margis |                                               |

| 6. Weltcup in Königssee, 27.–29. Januar 2017 | 6. Weltcup in Königssee, 27.–29. Januar 2017                                | 6. Weltcup in Königssee, 27.–29. Januar 2017                    | 6. Weltcup in Königssee, 27.–29. Januar 2017                               | 6. Weltcup in Königssee, 27.–29. Januar 2017 |
| -------------------------------------------- | --------------------------------------------------------------------------- | --------------------------------------------------------------- | -------------------------------------------------------------------------- | -------------------------------------------- |
| Disziplin                                    | Erster Platz                                                                | Zweiter Platz                                                   | Dritter Platz                                                              |                                              |
| Zweierbob Frauen                             | Elana Meyers Taylor Kehri Jones                                             | Jamie Greubel Poser Aja Evans                                   | Mariama Jamanka Annika Drazek                                              |                                              |
| Zweierbob Männer                             | Johannes Lochner Joshua Bluhm                                               | Steven Holcomb Carlo Valdes Francesco Friedrich Thorsten Margis | –                                                                          |                                              |
| Viererbob                                    | DeutschlandJohannes Lochner Matthias Kagerhuber Joshua Bluhm Christian Rasp | DeutschlandNico Walther Kevin Kuske Kevin Korona Eric Franke    | Vereinigte Staaten 3Steven Holcomb Carlo Valdes James Reed Samuel McGuffie |                                              |

| 7. Weltcup in Igls, 4.–5. Februar 2017 | 7. Weltcup in Igls, 4.–5. Februar 2017                                   | 7. Weltcup in Igls, 4.–5. Februar 2017                      | 7. Weltcup in Igls, 4.–5. Februar 2017                                   | 7. Weltcup in Igls, 4.–5. Februar 2017 |
| -------------------------------------- | ------------------------------------------------------------------------ | ----------------------------------------------------------- | ------------------------------------------------------------------------ | -------------------------------------- |
| Disziplin                              | Erster Platz                                                             | Zweiter Platz                                               | Dritter Platz                                                            |                                        |
| Zweierbob Frauen                       | Elana Meyers Taylor Lolo Jones                                           | Kaillie Humphries Melissa Lotholz                           | Jamie Greubel Poser Aja Evans                                            |                                        |
| Zweierbob Männer                       | Francesco Friedrich Thorsten Margis                                      | Oskars Melbārdis Jānis Strenga                              | Benjamin Maier Markus Sammer                                             |                                        |
| Viererbob                              | LettlandOskars Melbārdis Daumants Dreiškens Arvis Vilkaste Jānis Strenga | SchweizRico Peter Simon Friedli Alex Baumann Thomas Amrhein | Vereinigte StaatenSteven Holcomb Carlo Valdes James Reed Samuel McGuffie |                                        |

| 8. Weltcup in Pyeongchang, 18.–19. März 2017 | 8. Weltcup in Pyeongchang, 18.–19. März 2017                            | 8. Weltcup in Pyeongchang, 18.–19. März 2017                        | 8. Weltcup in Pyeongchang, 18.–19. März 2017                             | 8. Weltcup in Pyeongchang, 18.–19. März 2017 |
| -------------------------------------------- | ----------------------------------------------------------------------- | ------------------------------------------------------------------- | ------------------------------------------------------------------------ | -------------------------------------------- |
| Disziplin                                    | Erster Platz                                                            | Zweiter Platz                                                       | Dritter Platz                                                            |                                              |
| Zweierbob Frauen                             | Jamie Greubel Poser Aja Evans                                           | Elana Meyers Taylor Lolo Jones                                      | Alysia Rissling Cynthia Appiah                                           |                                              |
| Zweierbob Männer                             | Francesco Friedrich Thorsten Margis                                     | Oskars Ķibermanis Matīss Miknis                                     | Johannes Lochner Joshua Bluhm                                            |                                              |
| Viererbob                                    | Schweiz 4Rico Peter Bror van der Zijde Alexander Baumann Thomas Amrhein | LettlandOskars Ķibermanis Jānis Jansons Matīss Miknis Raivis Zīrups | LettlandOskars Melbārdis Daumants Dreiškens Arvis Vilkaste Jānis Strenga |                                              |

## Gesamtstände
| Legende | Legende | Legende | Legende                                                    |
| ------- | ------- | ------- | ---------------------------------------------------------- |
| 1       | 2       | 3       | Podest-Platzierungen                                       |
|         |         |         | übrige Platzierungen                                       |
| DSQ     | DSQ     | DSQ     | Disqualifikation                                           |
| DNS     | DNS     | DNS     | Did not start / Gemeldet, aber nicht zum Rennen angetreten |

### Zweierbob der Frauen
| Rang | Pilotin                    | WHI | LPC | ALB | WIB | STM | KÖN | IGL | PYC | Punkte |
| ---- | -------------------------- | --- | --- | --- | --- | --- | --- | --- | --- | ------ |
| 01   | Jamie Greubel              | 03  | 01  | 05  | 03  | 03  | 02  | 03  | 01  | 1644   |
| 02   | Kaillie Humphries          | 01  | 03  | 01  | 05  | 02  | 04  | 02  | 05  | 1630   |
| 03   | Elana Meyers Taylor        | DSQ | 02  | 02  | 01  | 01  | 01  | 01  | 02  | 1530   |
| 04   | Christina Baumann-Hengster | 02  | 06  | 03  | 06  | 05  | 08  | 08  | 12  | 1394   |
| 05   | Nadeschda Sergejewa        | 05  | 09  | 09  | 04  | 06  | 05  | 10  | 06  | 1360   |
| 06   | Alexandra Rodionowa        | 06  | 07  | 07  | 07  | 10  | 07  | 07  | 13  | 1280   |
| 07   | Mariama Jamanka            | 11  | –   | 10  | 02  | 04  | 03  | 05  | 04  | 1258   |
| 08   | Alysia Rissling            | 04  | 05  | –   | 11  | –   | 09  | 09  | 03  | 1016   |
| 09   | Brittany Reinbolt          | 07  | 04  | –   | 13  | 14  | 15  | 06  | 11  | 1008   |
| 10   | Elfje Willemsen            | –   | –   | 06  | 08  | 09  | 06  | 14  | 14  | 0888   |
| 11   | An Vannieuwenhuyse         | –   | –   | 04  | 12  | 11  | 11  | 17  | 08  | 0840   |
| 12   | Maria Adela Constantin     | 13  | 13  | 08  | 14  | 15  | –   | 20  | 22  | 0740   |
| 13   | Mica McNeill               | 08  | 14  | 0   | 10  | 07  | –   | 12  | –   | 0712   |
| 14   | Maria Oshigiri             | –   | –   | 12  | 15  | 12  | 10  | 15  | 16  | 0704   |
| 15   | Christin Senkel            | –   | –   | 11  | 08  | 07  | 12  | –   | 15  | 0696   |
| 16   | Christine de Bruin         | 12  | 08  | –   | 18  | –   | 16  | 11  | 17  | 0688   |
| 17   | Andreea Grecu              | –   | 11  | –   | 16  | 16  | –   | 13  | 09  | 0600   |
| 18   | Stephanie Schneider        | –   | –   | –   | –   | –   | 13  | 04  | 07  | 0480   |
| 19   | Sabina Hafner              | –   | –   | –   | –   | 13  | 13  | 16  | 10  | 0480   |
| 20   | Kim Yoo-ran                | 09  | 10  | –   | –   | –   | –   | –   | 18  | 0376   |
| 21   | Minami Homma               | –   | –   | 13  | 19  | 19  | 18  | –   | –   | 0348   |
| 22   | Seonhye Lee                | 10  | 12  | –   | –   | –   | –   | –   | 20  | 0340   |
| 23   | Konomi Asazu               | –   | –   | –   | –   | 17  | 19  | 21  | 19  | 0298   |
| 24   | Katrin Beierl              | –   | –   | –   | –   | 20  | 17  | 19  | 21  | 0292   |
| 25   | Lien de Decker             | –   | –   | –   | 17  | 18  | DSQ | 22  | –   | 0224   |
| 26   | Martina Fontanive          | –   | –   | –   | –   | –   | –   | 18  | –   | 1280   |

### Zweierbob der Männer
Endstand nach 8 Rennen
| Rang    | Pilot                   | WHI     | LPC     | ALB      | WIB      | STM      | KÖN      | IGL     | PYC      | Punkte     |
| ------- | ----------------------- | ------- | ------- | -------- | -------- | -------- | -------- | ------- | -------- | ---------- |
| 01      | Francesco Friedrich     | 1       | –       | 1        | 1        | 2        | 2        | 1       | 1        | 1545       |
| 02      | Steven Holcomb          | 10      | 1       | 7        | 9        | 3        | 2        | 9       | 13       | 1371       |
| 03      | Won Yun-jong            | 3       | 4       | 4        | 8        | 8        | 14       | 10      | 5        | 1344       |
| 04      | Johannes Lochner        | 4       | –       | 10       | 2        | 1        | 1        | 15      | 3        | 1300       |
| 05      | Benjamin Maier          | 16      | 11      | 3        | 7        | 7        | 6        | 3       | 23       | 1194       |
| 06      | Justin Kripps           | 4       | 2       | 13       | 17       | 20       | 9        | 5       | 8        | 1174       |
| 07      | Oskars Ķibermanis       | –       | –       | 2        | 3        | 5        | 4        | 7       | 2        | 1164       |
| 08      | Rico Peter              | 2       | 5       | 9        | 5        | 14       | 10       | 17      | 21       | 1136       |
| 09      | Nico Walther            | 14      | –       | 5        | 12       | 4        | 11       | 14      | 11       | 1000       |
| 10      | Ugis Zalims             | –       | –       | 8        | 5        | 9        | 8        | 8       | 9        | 0968       |
| 11      | Christopher Spring      | 9       | 3       | –        | 22       | 13       | 13       | 12      | 7        | 0944       |
| 12      | Kim Dong-hyun           | 6       | 6       | 11       | 15       | 15       | 17       | 18      | 19       | 0938       |
| 13      | Justin Olsen            | 7       | 7       | –        | 16       | 22       | 27       | 4       | 6        | 0888       |
| 14      | Alexei Stulnew          | 8       | 8       | 6        | 4        | 10       | DSQ      | DSQ     | DSQ      | 0832       |
| 15      | Oskars Melbardis        | –       | –       | 12       | –        | 6        | 5        | 2       | 12       | 0826       |
| 16      | Codie Bascue            | 11      | 9       | 16       | 18       | 27       | 18       | 19      | 10       | 0794       |
| 17      | Maxim Andrianow         | 12      | 10      | 14       | 14       | 23       | 16       | 24      | 22       | 0743       |
| 18      | Nick Poloniato          | 13      | 12      | –        | 21       | 18       | 22       | 16      | 4        | 0734       |
| 19      | Bruce Tasker            | 18      | –       | DSQ      | 11       | 12       | 7        | 11      | 18       | 0728       |
| 20      | Rudy Rinaldi            | 14      | 13      | –        | –        | 15       | 12       | 12      | 20       | 0660       |
| 21      | Dominik Dvořák          | –       | –       | 17       | 20       | 17       | –        | 6       | 14       | 0532       |
| 22      | Beat Hefti              | –       | –       | 15       | 10       | 19       | 24       | 20      | 16       | 0531       |
| 23      | Mateusz Luty            | –       | –       | –        | 13       | 10       | 14       | –       | 15       | 0480       |
| 24      | Ivo de Bruin            | 19      | 16      | –        | 24       | 24       | 20       | 21      | 26       | 0426       |
| 25      | Lamin Deen              | 17      | 14      | 20       | 23       | 26       | –        | –       | –        | 0354       |
| 26      | Simone Bertazzo         | –       | –       | 19       | 19       | 21       | 22       | –       | DNS      | 0286       |
| 27      | Jan Vrba                | –       | –       | 18       | 25       | 25       | 21       | 27      | 29       | 0278       |
| 28      | Loic Costerg            | 20      | 15      | –        | –        | –        | 19       | –       | –        | 0246       |
| 29      | Edson Luques Bindilatti | 22      | 18      | –        | –        | –        | –        | –       | 23       | 0186       |
| 30      | Brad Hall               | –       | –       | –        | –        | –        | 25       | 22      | 17       | 0184       |
| 31      | Lucas Mata              | 21      | 17      | –        | –        | –        | –        | –       | 27       | 0182       |
| 32      | Markus Treichl          | –       | –       | 21       | –        | 28       | 26       | 29      | 28       | 0178       |
| 33      | Dorin Alexandru Grigore | –       | –       | 22       | 26       | 29       | 28       | 30      | –        | 0164       |
| 34      | Patrick Baumgartner     | –       | –       | –        | –        | –        | –        | 26      | 25       | 0076       |
| 35      | Romain Heinrich         | –       | –       | –        | –        | –        | –        | 23      | –        | 0050       |
| 36      | Simone Fontana          | –       | –       | –        | –        | –        | –        | 25      | –        | 0040       |
| 37      | Vuk Radenovic           | –       | –       | –        | –        | –        | –        | 27      | –        | 0032       |
| DSQ (5) | Alexander Kasjanow      | DSQ (9) | DSQ (5) | DSQ 0(2) | DSQ 0(9) | DSQ 0(9) | DSQ (10) | DSQ (6) | DSQ (16) | DSQ (1266) |

### Viererbob der Männer
Endstand nach 8 Rennen
| Rang       | Pilot                   | WHI      | LPC     | ALB      | WIB      | STM      | KÖN      | IGL     | PYC      | Punkte        |
| ---------- | ----------------------- | -------- | ------- | -------- | -------- | -------- | -------- | ------- | -------- | ------------- |
| 01         | Rico Peter              | 1        | 1       | 4        | 12       | 5        | 9        | 2       | 1        | 1541          |
| 02         | Steven Holcomb          | 3        | 2       | 7        | 5        | 13       | 3        | 3       | 9        | 1434          |
| 03         | Nico Walther            | 8        | –       | 5        | 2        | 7        | 2        | 5       | 4        | 1308          |
| 04         | Francesco Friedrich     | 10       | –       | 2        | 4        | 3        | 4        | 4       | 10       | 1274          |
| 05         | Johannes Lochner        | 2        | –       | 1        | 1        | 4        | 1        | DSQ     | 5        | 1261          |
| 06         | Benjamin Maier          | 11       | 8       | 3        | 3        | 9        | 7        | 12      | 25       | 1248          |
| 07         | Maxim Andrianow         | 6        | 14      | 8        | 6        | 8        | 6        | 9       | 11       | 1248          |
| 08         | Justin Kripps           | 4        | 7       | 12       | 7        | 14       | 14       | 6       | 8        | 1216          |
| 09         | Oskars Ķibermanis       | –        | –       | 6        | 8        | 1        | 12       | 7       | 2        | 1067          |
| 10         | Lamin Deen              | 7        | 6       | 10       | 10       | 12       | 15       | 18      | 17       | 1032          |
| 11         | Oskars Melbardis        | –        | –       | 9        | –        | 2        | 5        | 1       | 3        | 0971          |
| 12         | Christopher Spring      | 5        | 3       | –        | 19       | 6        | 17       | 14      | 12       | 0962          |
| 13         | Won Yun-jong            | –        | 5       | –        | 9        | 20       | 16       | 10      | 6        | 0820          |
| 14         | Codie Bascue            | 13       | 4       | 13       | 11       | 28       | 19       | 23      | 18       | 0800          |
| 15         | Loic Costerg            | 12       | 9       | –        | –        | 10       | 11       | –       | 13       | 0680          |
| 16         | Jan Vrba                | –        | –       | 15       | 15       | 21       | 8        | 12      | 16       | 0654          |
| 17         | Justin Olsen            | –        | 10      | –        | 16       | 17       | 24       | 19      | 14       | 0559          |
| 18         | Nick Poloniato          | 9        | DNF     | –        | 17       | 15       | 21       | 20      | 23       | 0524          |
| 19         | Rudy Rinaldi            | –        | –       | –        | –        | 11       | 13       | 8       | –        | 0416          |
| 20         | Ugis Zalims             | –        | –       | 16       | 13       | 16       | –        | 15      | –        | 0416          |
| 21         | Brad Hall               | –        | –       | –        | –        | –        | 10       | 16      | 7        | 0408          |
| 22         | Ivo de Bruin            | 17       | 13      | –        | 22       | 21       | 25       | 25      | –        | 0406          |
| 23         | Simone Bertazzo         | –        | –       | 11       | 14       | 24       | 23       | –       | DNS      | 0343          |
| 24         | Markus Treichl          | –        | –       | –        | –        | 18       | 18       | 21      | 20       | 0290          |
| 25         | Dominik Dvořák          | –        | –       | 17       | 20       | 25       | –        | 17      | –        | 0284          |
| 26         | Edson Luques Bindilatti | 14       | 12      | –        | –        | –        | –        | –       | –        | 0240          |
| 27         | Olly Biddulph           | –        | –       | 14       | 18       | 27       | –        | –       | –        | 0224          |
| 28         | Dorin Alexandru Grigore | –        | –       | 18       | 23       | 26       | DNF      | 24      | –        | 0211          |
| 29         | Mateusz Luty            | –        | –       | –        | 24       | 21       | 20       | –       | –        | 0175          |
| 30         | Clemens Bracher         | –        | –       | –        | –        | –        | –        | 10      | –        | 0144          |
| 31         | Elana Meyers Taylor     | –        | –       | 11       | –        | –        | –        | –       | –        | 0136          |
| 32         | Beat Hefti              | –        | –       | –        | 21       | 16       | –        | –       | –        | 0136          |
| 33         | Pius Meyerhans          | –        | –       | –        | –        | –        | 22       | –       | 19       | 0130          |
| 34         | Nick Cunningham         | 15       | –       | –        | –        | –        | –        | –       | –        | 0104          |
| 35         | Patrick Baumgartner     | –        | –       | –        | –        | –        | –        | 26      | 21       | 0098          |
| 36         | Suk Young-jin           | 16       | –       | –        | –        | –        | –        | –       | –        | 0096          |
| 37         | Kailie Humphries        | –        | DNS     | –        | 25       | 30       | –        | 27      | –        | 0092          |
| 38         | Thomas Heibl            | –        | –       | –        | –        | 29       | 26       | –       | –        | 0060          |
| 39         | Lucas Mata              | –        | –       | –        | –        | –        | –        | –       | 22       | 0056          |
| 40         | Vuk Radenovic           | –        | –       | –        | –        | –        | –        | 22      | –        | 0056          |
| 41         | Alysia Rissling         | –        | –       | –        | –        | –        | –        | 28      | –        | 0028          |
| 42         | Maria Adela Constantin  | –        | –       | –        | –        | –        | –        | 29      | –        | 0024          |
| DSQDSQ (1) | Alexander Kasjanow      | DSQ 0(1) | DSQ (8) | DSQ 0(2) | DSQ 0(4) | DSQ 0(8) | DSQ 0(6) | DSQ (9) | DSQ 0(1) | DSQDSQ (1500) |
| DSQDSQ (4) | Alexei Stulnew          | DSQ (8)  | DSQ (7) | DSQ (8)  | DSQ 0(5) | DSQ 0(9) | DSQ 0(3) | DSQ (5) | DSQ (19) | DSQDSQ (1282) |

### Kombination der Männer
Für die Wertung der Kombination werden die Punkte aus den Ergebnissen des Zweier- und Viererbobs addiert.
| Rang    | Pilot                   | 2er        | 4er        | Gesamtpunkte | Punkte(alt) |
| ------- | ----------------------- | ---------- | ---------- | ------------ | ----------- |
| 01      | Francesco Friedrich     | 1545       | 1274       | 2819         | 2769        |
| 02      | Steven Holcomb          | 1371       | 1434       | 2805         | 2693        |
| 03      | Rico Peter              | 1136       | 1541       | 2677         | 2541        |
| 04      | Johannes Lochner        | 1300       | 1261       | 2561         | 2527        |
| 05      | Benjamin Maier          | 1194       | 1248       | 2542         | 2304        |
| 06      | Justin Kripps           | 1174       | 1216       | 2390         | 2248        |
| 07      | Nico Walther            | 1000       | 1308       | 2308         | 2220        |
| 08      | Oskars Ķibermanis       | 1164       | 1067       | 2231         | 2147        |
| 09      | Won Yun-jong            | 1344       | 0820       | 2164         | 2064        |
| 10      | Maxim Andrianov         | 0743       | 1248       | 1991         | 1806        |
| 11      | Christopher Spring      | 0944       | 0962       | 1906         | 1802        |
| 12      | Oskars Melbardis        | 0826       | 0971       | 1797         | 1741        |
| 13      | Codie Bascue            | 0794       | 0800       | 1594         | 1446        |
| 14      | Justin Olsen            | 0888       | 0559       | 1447         | 1342        |
| 15      | Lamin Deen              | 0354       | 1032       | 1386         | 1255        |
| 16      | Ugis Zalims             | 0968       | 0416       | 1384         | 1288        |
| 17      | Nick Poloniato          | 0734       | 0524       | 1258         | 1123        |
| 18      | Rudy Rinaldi            | 0660       | 0416       | 1076         | 0968        |
| 19      | Jan Vrba                | 0278       | 0654       | 0932         | 0790        |
| 20      | Loic Costerg            | 0246       | 0680       | 0926         | 0828        |
| 21      | Ivo de Bruin            | 0426       | 0406       | 0832         | 0707        |
| 22      | Dominik Dvořák          | 0532       | 0284       | 0816         | 0738        |
| 23      | Beat Hefti              | 0531       | 0136       | 0667         | 0584        |
| 24      | Mateusz Luty            | 0480       | 0175       | 0655         | 0582        |
| 25      | Simone Bertazzo         | 0286       | 0343       | 0629         | 0529        |
| 26      | Brad Hall               | 0160       | 0408       | 0568         | 0519        |
| 27      | Markus Treichl          | 0178       | 0290       | 0468         | 0370        |
| 28      | Edson Luques Bindilatti | 0186       | 0240       | 0426         | 0372        |
| 29      | Dorin Alexandru Grigore | 0164       | 0211       | 0375         | 0294        |
| 30      | Luca Mata               | 0182       | 0056       | 0238         | 0205        |
| 31      | Patrick Baumgartner     | 0076       | 0098       | 0174         | 0138        |
| 32      | Vuk Radenovic           | 0032       | 0056       | 0088         | 0069        |
| DSQ (2) | Alexander Kasjanow      | DSQ (1266) | DSQ (1500) | DSQ          | DSQ (2766)  |
| DSQ (6) | Alexei Stulnew          | 832 (1208) | DSQ (1282) | −            | DSQ (2490)  |